# Люблянский зоопарк
Люблянский зоопарк — зоопарк площадью 19,6 га в столице Словении Любляне. Является национальным зоопарком Словении, открыт круглогодично.
Зоопарк расположен на южном склоне холма Рожник, в природной среде среди лесов и лугов, примерно в 20 минутах ходьбы от центра города. Благодаря расположению Любляны на пересечении Альп, Среднедунайской низменности, Средиземноморья и Динарского нагорья в зоопарке насчитывается в общей сложности 500 животных 119 видов (не считая насекомых).

## История
Люблянский зоопарк был основан 10 марта 1949 года по распоряжению городского совета Любляны. Изначально он находился в центре города, в 1951 году был перемещён в текущее местоположение:9.
В 2008 году было объявлено о начале реконструкции зоопарка, которую планировалось завершить к 2016 году. В 2009 году в зоопарк прибыла новая группа обезьян саймири, где для них уже был подготовлен новый вольер. В том же году в зоопарке появились несколько альпака и малые панды. В конце 2009 года началось строительства нового вольера для ластоногих, и в 2013 году в зоопарк были привезены три калифорнийских морских льва. В 2010 году оба амурских тигра, живших в зоопарке, умерли от старости. С 1996 года в зоопарке проживали также два льва, самец и самка, подаренные зоопарком Карлсруэ. Самец умер в 2011 году после ортопедической операции, самка скончалась от рака в 2013 году.
В 2011 году был построен новый вольер для размещения в нём четырёх енотов. В зоопарке также разместили новую пару рысей. В 2012 году в него прибыла пара стерхов, а также 40 обыкновенных фламинго. В 2013 году зоопарк впервые в своей истории получил пару гепардов. Они прибыли из зоопарка города Бурос в Швеции и были размещены в бывшем вольере амурских тигров, который подвергся реконструкции. Кроме того, было объявлено, что до конца года в зоопарк прибудет новая пара амурских тигров.

## Галерея

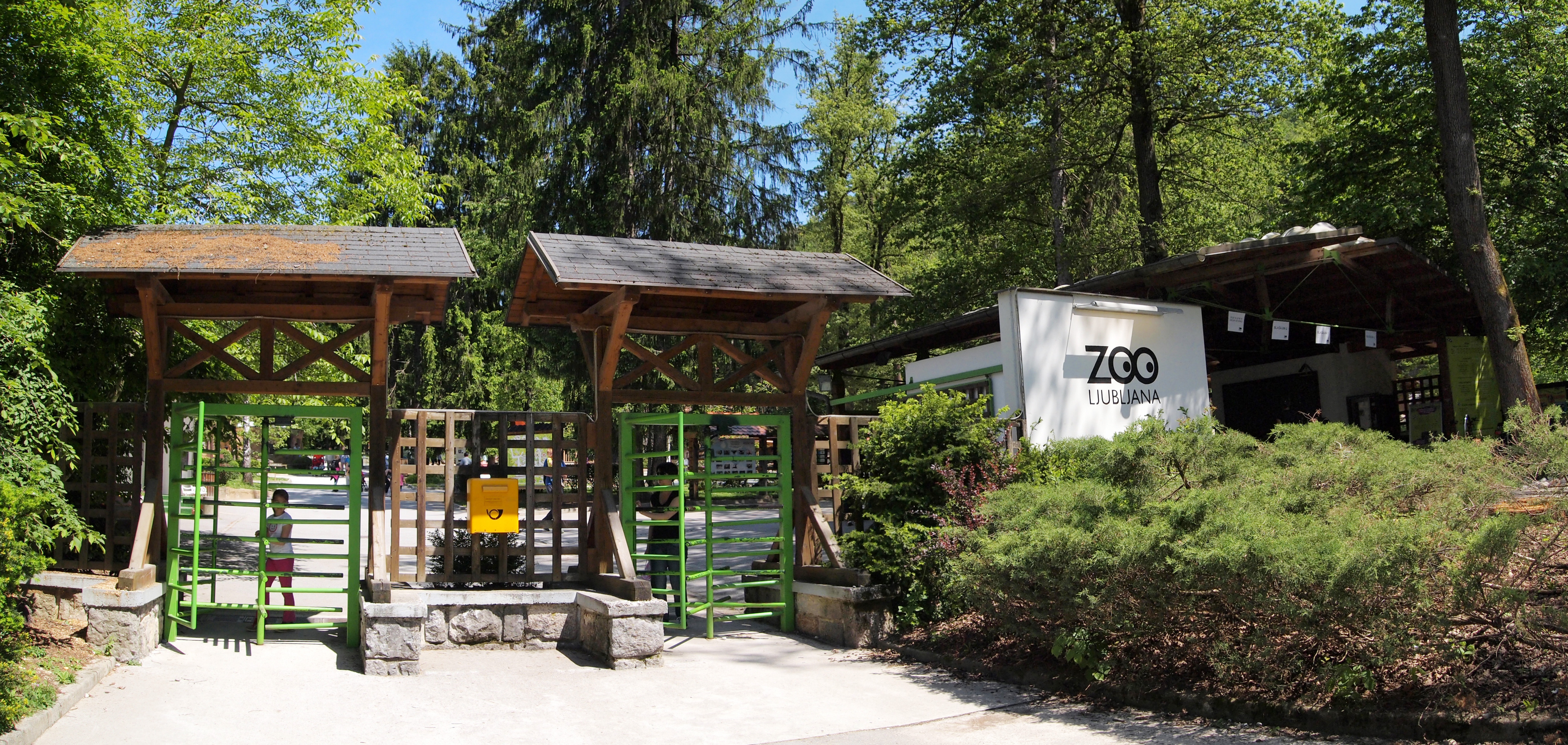
Вход в зоопарк
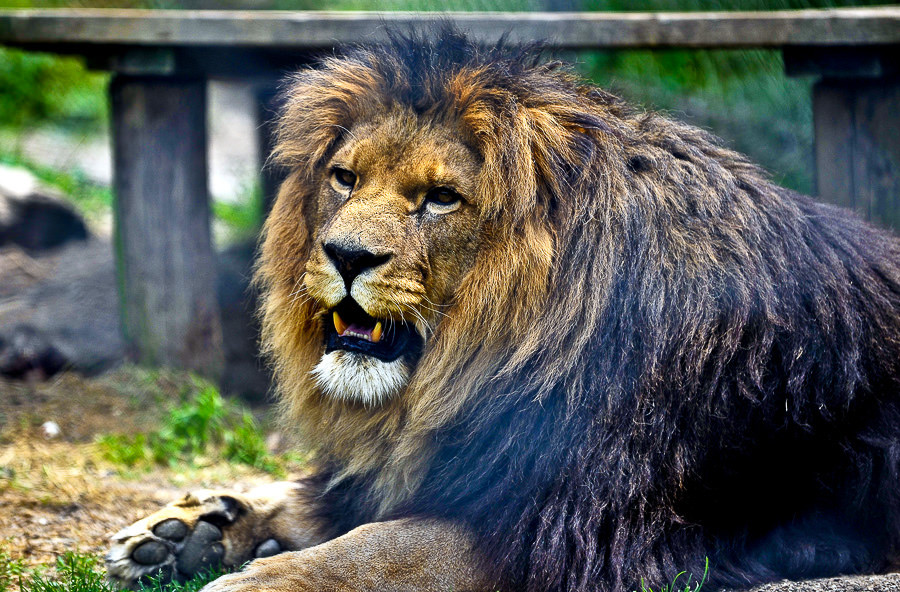
Лев в Люблянском зоопарке (2009)
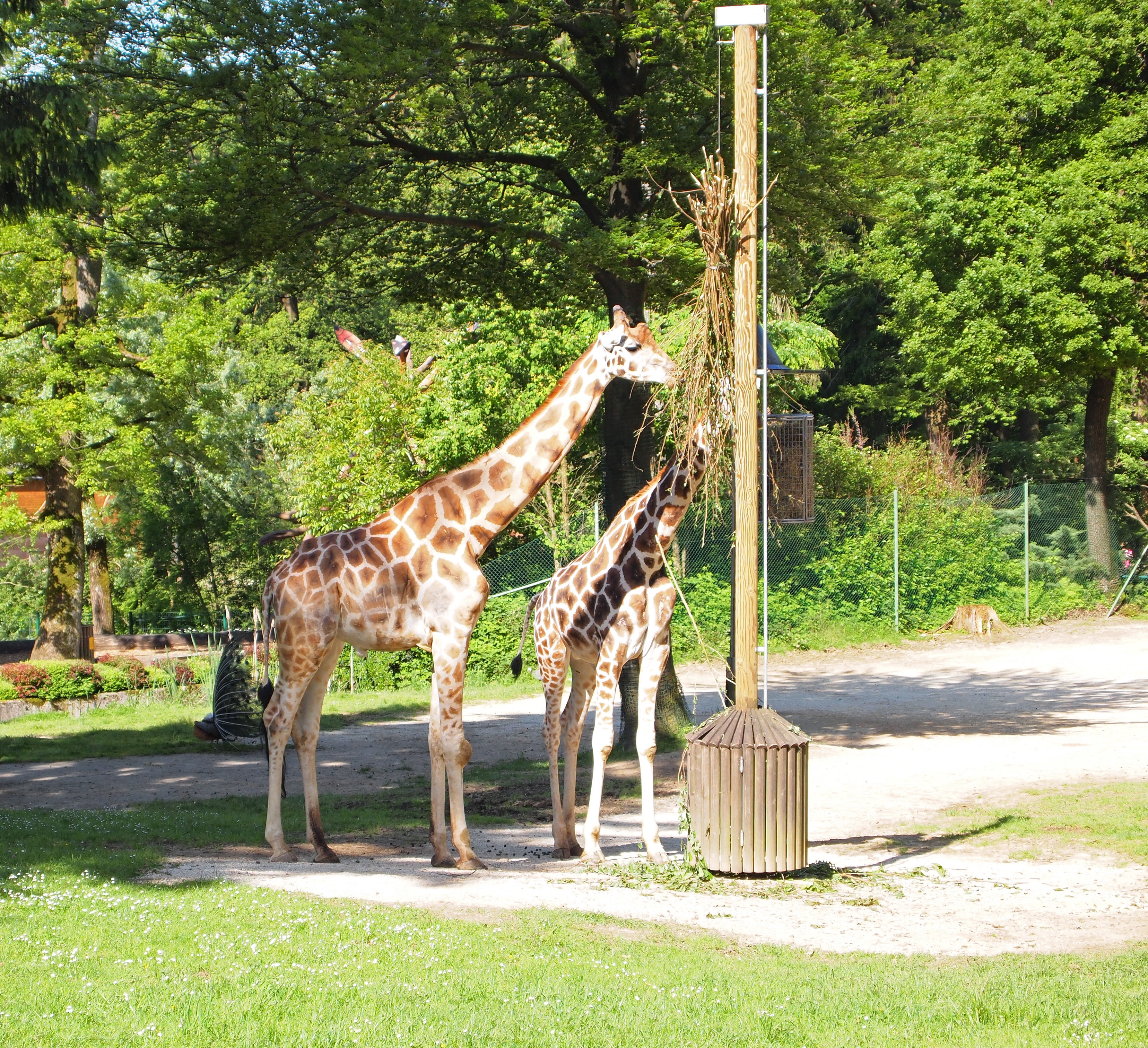
Жирафы
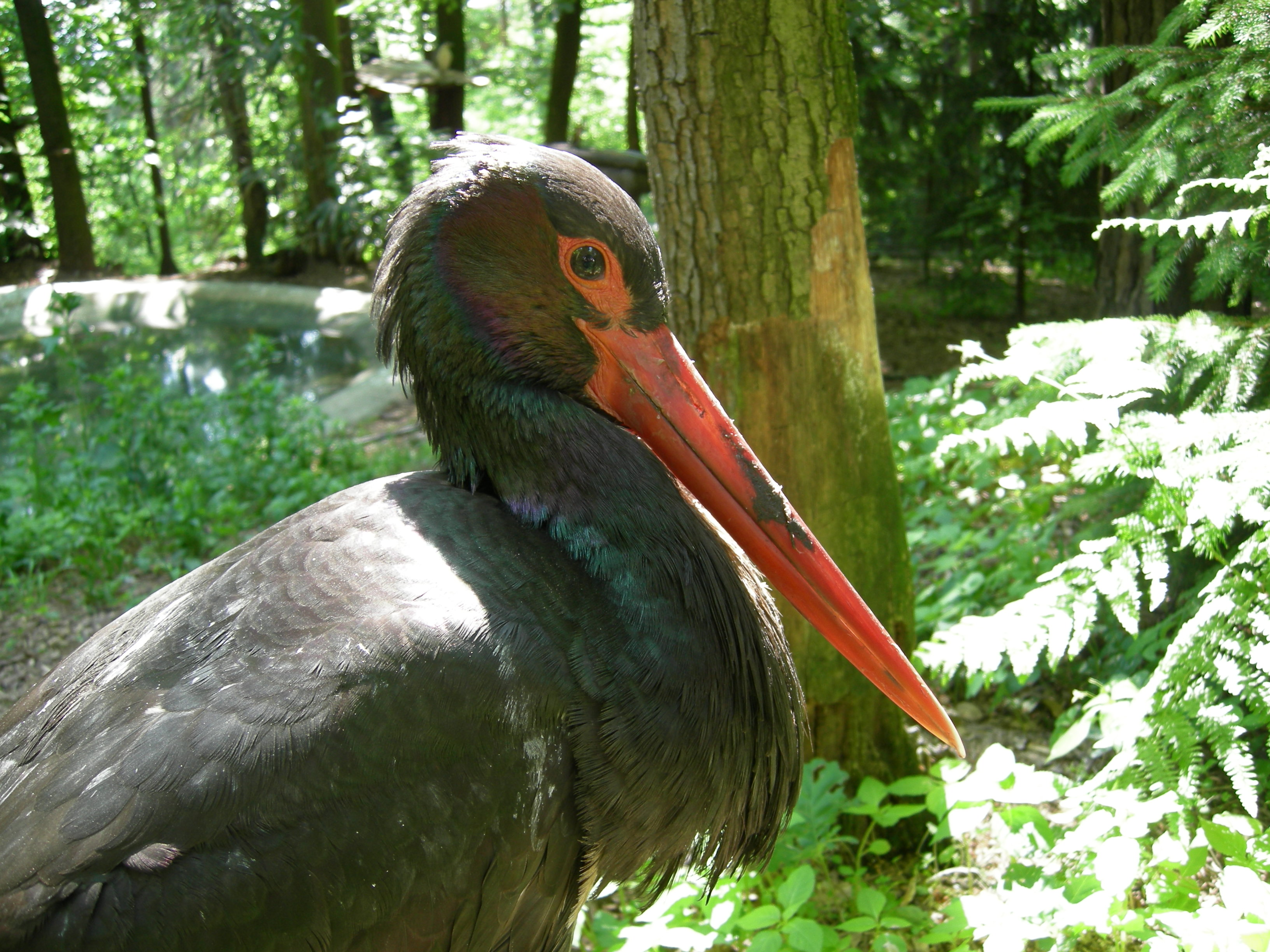
Чёрный аист
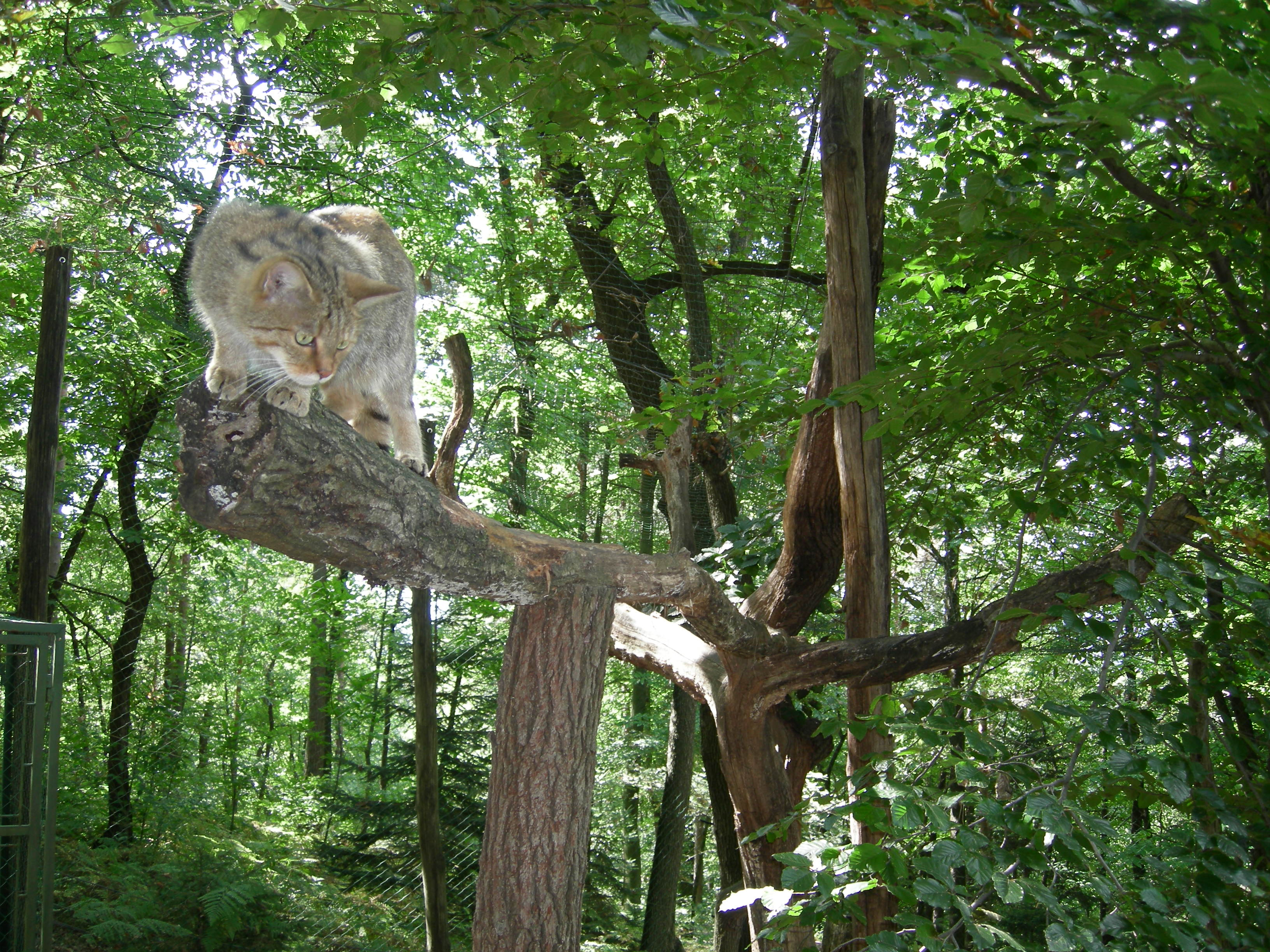
Среднеевропейский лесной кот